# Fili Moala
Fili Moala (* 23. června 1985 v Buena Parku, stát Kalifornie) je bývalý hráč amerického fotbalu, který hrával na pozici Defensive enda v National Football League. Univerzitní fotbal hrál za University of Southern California, poté byl vybrán v druhém kole Draftu NFL 2009 týmem Indianapolis Colts.

## Mládí
Moala byl jediným synem v pětičlenné rodině a jeho matka mu americký fotbal až do střední školy zakazovala, přesto hrál basketbal a baseball. Moala hrál fotbal za střední školu Western High School v Anaheimu a za výkony v posledním ročníku obdržel mnohá individuální ocenění.

## Univerzitní fotbal
Moala původně podepsal smlouvu s University of Southern California v roce 2003, ale nesplnil podmínky pro přijetí. Jeden rok tak navštěvoval Cypress College, ale americký fotbal za ni nehrál. Po přesunu do USC si v roce 2005 připisuje první dva starty. V sezóně 2006 útočí na pozici startujícího hráče, kterou pro sebe získává v posledních sedmi zápasech sezóny. Celkem si připisuje 20 tacklů, 2,5 sacku a jeden fumble, o rok později startuje do třinácti utkání s bilancí 33 tacklů a 2,5 sacku.
Na začátku sezóny 2008, klíčové pro jeho budoucí kariéru, na sebe strhává pozornost médií jako jeden z nejlepších Linemanů s potenciálem vysokého nasazení do Draftu NFL pro rok 2009. Expert stanice ESPN Todd McShay ho dokonce pasuje na možnou jedničku celého draftu. Po odchodu opory Sedricka Ellise do NFL se hlavní role v obraně má ujmout právě Moala. V přípravě a na začátku sezóny ho bohužel limitovaly bolesti zad, přesto přispěl k vítězství 52-7 v úvodním zápase proti University of Virginia. Nejlepší výkon podal v pátém utkání proti Arizona State University, když se na vítězství 28-0 podílel třemi tackly, fumblem a dvěma zablokovanými field góly. Před Draftem NFL 2009 byl hodnocen jako jeden z nejlepších Defensive tacklů v nabídce.

## Profesionální kariéra

### Draft NFL
Fili Moala byl vybrán v druhém kole Draftu NFL 2009 na 56. místě týmem Indianapolis Colts překvapivě až jako pátý Defensive tackle v pořadí.

### Indianapolis Colts
V nováčkovské sezóně si připsal 10 startů a v nich sedm tacklů. O rok později se stává startujícím hráčem na pozici levého Defensive tackla, nevynechá jediné utkání a zaznamenává 26 tacklů (6 asistovaných), jednou ubráněné body a jeden force fumble. I v sezóně 2011 si drží pozici startujícího hráče a nastupuje do čtrnácti zápasů a v nich si připíše 22 tacklů (9 asistovaných) a dva sacky. Od ročníku 2012 se ze změnou rozestavení Colts na 3-4 přesunuje na pozici pravého Defensive enda a zde odehraje osm utkání, pokaždé jako startující hráč, a zaznamená 14 tacklů (12 asistovaných) a jednu zblokovanou přihrávku. V sezóně 2013 nastupuje do všech šestnácti zápasů základní části a po jejím skončení obnovuje smlouvu s Colts, jenže i kvůli zranění neodehraje v ročníku 2014 ani minutu a po jejím skončení je propuštěn.

## Osobní život
Jeho tři bratranci hráli nebo hrají za Oregon State University či University of Oregon, včetně Defensive tackla Baltimore Ravens Halotiho Ngaty.